# Primeira Batalha de Faluja
Como parte da ocupação do Iraque pelos Estados Unidos, a Primeira Batalha de Faluja, codinome Operation Vigilant Resolve (Operação Resolução Vigilante), foi uma tentativa mal sucedida feita pelos militares norte-americanos de recapturar a cidade de Faluja em abril de 2004.
O catalisador da operação foi o assassinato e mutilação de quatro membros da empresa militar Blackwater, e a morte de 5 soldados americanos em Habbaniyah alguns dias antes.
O cerco americano a cidade polarizou a opinião pública no Iraque e o fracasso da operação em conquistar seus objetivos forçou uma batalha ainda maior, meses mais tarde, que viria a ser conhecida como Segunda Batalha de Faluja.